# Indianola (Texas)
Pour les articles homonymes, voir Indianola.
Indianola est une ville fantôme située dans le comté de Calhoun, au bord du golfe du Mexique, qui fut dans les années 1870 la deuxième ville du Texas, atteignant 5 000 habitants en 1875. Le journal Indianola Bulletin avait des correspondants dans plusieurs comtés du Texas.
Située à 106 km à l'ouest de Galveston et Houston, dans la baie de Matagorda, elle a été fondée en 1844, à l'époque de la république du Texas, par un Allemand du nom de Johann Schwartz, sur un site exposé aux ouragans. À la même époque, le Français Henri Castro fonde Castroville en invitant des Alsaciens. En 1851, Galveston et Indianola sont respectivement les 4e et 7e villes américaines d'immigration au départ du port allemand de Brême, avec 2 270 et 718 personnes. Plusieurs Allemands qui avaient pour destination les villes texanes de New Braunfels et Fredericksburg durent rester à Indianola car leur agent avait fait faillite. 
La ville subit en 1867 une épidémie de fièvre jaune puis en 1875 un premier ouragan et elle est abandonnée après un second ouragan en 1886. Les survivants s'installent à Port Lavaca.